# Nebulosa variable

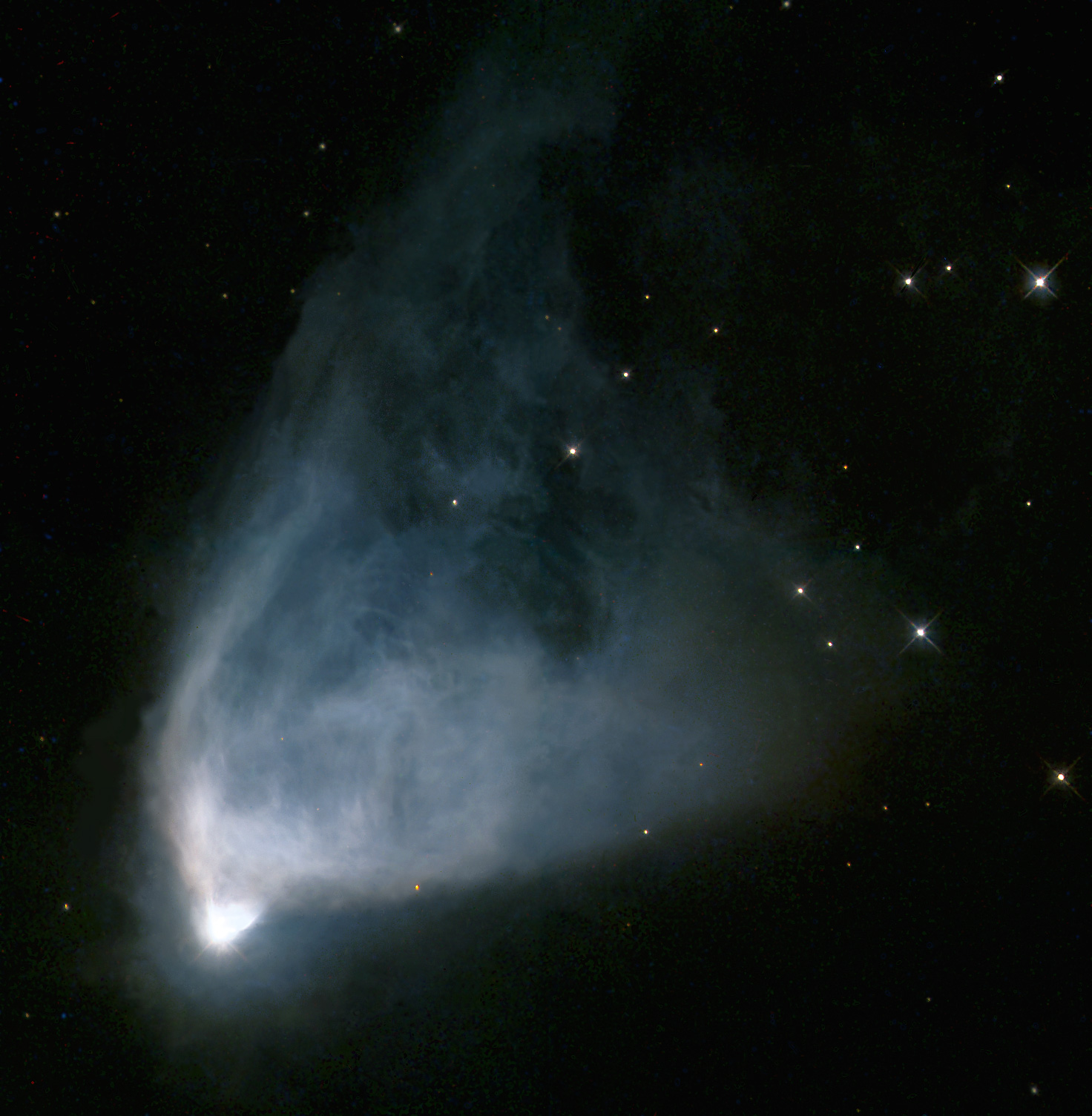
Clàssic exemple de nebulosa variable: la de Hubble.Foto presa amb el Telescopi espacial Hubble.

Una nebulosa variable és una nebulosa de reflexió, la lluminositat de la qual canvia a causa d'altres canvis en les estrelles que la il·luminen, i que canvia també de forma per diferents raons.
Per regla general, aquestes nebuloses porten associades estrelles variables de formació recent, com passa en el cas de la Nebulosa Variable de Hubble i en el de la Nebulosa de Hind.
A cadascun d'aquests objectes estel·lars joves se l'anomena també en l'argot astronòmic emprant l'acrònim anglès que correspon al mateix significat: YSO (Young Stellar Object).
Aquests objectes es poden trobar en els núvols moleculars dels braços espirals de la Via Làctica, i només aquells més propers poden ser observats. Sobretot són detectables en l'infraroig, i es troben ocults entre els núvols de pols i gas de la nostra galàxia. Tanmateix, aquest fenomen, no està prou estudiat, i cal tenir en compte que les variacions es donen en una escala de temps relativament breu, per la qual cosa la seva observació s'hauria de donar amb més continuïtat perquè poguessin ser enteses.
En el cas de la Nebulosa Variable de Hubble, els canvis no es corresponen amb els de l'estrella corresponent. El model més acceptat avui dia considera l'estrella embolicada per un disc protoplanetari de forma toroïdal que, a causa de la seva inclinació pel que fa a la nostra línia visual, enfosqueix la part austral de la nebulosa, i causa així l'efecte de variabilitat. Els forts vents de la jove estrella repel·leixen la matèria que, atreta per la força de la gravetat, cauria en l'estrella de no donar-se aquests vents, i és aquesta matèria la que forma la nebulosa.

Núvols foscos de laNebulosa de l'Homuncle.

Unes altres, com la Nebulosa de l'Homuncle, que envolta l'estrella Eta Carinae, i Cederblad 211, que envolta l'estrella Ro d'Aquari, també presenten certa variabilitat, però la seva formació és resultat d'altres processos diferents.